# Spider-Man: Homecoming
Spider-Man: Homecoming ist ein US-amerikanischer Science-Fiction-Actionfilm von Jon Watts, der von den Marvel Studios produziert wurde. Es handelt sich um eine Fortsetzung des Films The First Avenger: Civil War von 2016. Es ist der 16. Film innerhalb des Marvel Cinematic Universe und darin der erste Film mit Spider-Man als Hauptfigur. Der Film kam am 13. Juli 2017 in die deutschen Kinos.

## Handlung
Der in New York lebende, 15-jährige Peter Parker ist wie sein bester Freund Ned ein Außenseiter an der New Yorker Midtown High School. Einer der wenigen Lichtblicke an seiner Schule ist sein heimlicher Schwarm Liz, die Präsidentin des akademischen Zehnkampfteams dort, dem auch Peter angehört. Peter kann sich nur schwer auf den Unterricht und seine früheren Hobbys konzentrieren, weil er immerzu an die Geschehnisse in Deutschland denkt und sich Szenen des Kampfes auf seinem Laptop anschaut. Nachdem er als Spider-Man an der Seite von Tony Stark als Iron Man am Flughafen Halle-Leipzig gegen Captain Americas aufsässige Avengers vorgegangen war, hinterließ ihm Tony einen neuen Hightech-Spider-Man-Anzug, dessen viele Funktionen aber erst nach und nach freigeschaltet werden sollen. In seiner Freizeit betätigt er sich weiter als Superheld, doch er will mehr tun, als nur hier und da Kleinkriminelle aufzuhalten. Tony will ihn noch nicht zu einem offiziellen Mitglied der Avengers machen, doch Peter fragt fast täglich bei Happy, Tonys Sicherheitschef, nach, ob er für irgendeine Mission gebraucht wird, und hält sich ständig in Bereitschaft für einen möglichen Rückruf, worunter seine Aufmerksamkeit im Unterricht und seine Hobbys leiden. Ned findet schließlich heraus, dass Peter ein Doppelleben als Superheld führt, und wird zu dessen Partner.
Als Peter einen Überfall auf die Geldautomaten einer Bank verhindert, bei dem technologisch hochentwickeltes Equipment zum Einsatz kommt, tritt mit dem skrupellosen Waffenhändler Adrian Toomes ein neuer Bösewicht auf den Plan. Dieser hatte sich acht Jahre zuvor als Besitzer eines privaten Bergungsunternehmens an den Aufräumarbeiten beteiligt, die durch den Angriff der Chitauri auf New York notwendig geworden waren. Als ihm von der US-Regierung weitere Bergungen untersagt wurden, beschloss er wegen der daraus resultierenden finanziellen Verluste, die bereits geborgene Chitauri-Technologie für den Bau eines Fluganzugs und hochtechnisierter Waffen für den Schwarzmarkt zu verwenden. Weil Peter weder Happy noch seinen Mentor Tony von der Gefahr, die von Toomes ausgeht, überzeugen kann, macht er auf eigene Faust Jagd auf ihn, denn er wittert endlich seine Chance, sich als Superheld zu beweisen. Später stört Peter einen Waffendeal zwischen Jackson Brice und Herman Schultz, die zu Toomes’ Leuten gehören, und dem Kleinkriminellen Aaron Davis. Als Toomes ihn hierbei überrumpelt, muss Iron Man zu seiner Rettung einschreiten, und warnt Peter davor, die Sache weiter zu verfolgen. Bei dieser Gelegenheit gelangt jedoch ein Stück der Chitauri-Technologie in Peters Hände, und gemeinsam mit Ned versucht er, hinter das Geheimnis des darin befindlichen Energiekerns zu kommen. Als beide an Peters Anzug herumbasteln, deaktivieren sie die „Kindersicherung“ und schalten eine Reihe zusätzlicher Funktionen frei, darunter eine Künstliche Intelligenz.
Als das Zehnkampfteam zu einem Wettstreit nach Washington fährt und Ned das Chitauri-Modul mit in das Washington Monument nimmt, wird es versehentlich aktiviert und beschädigt das Gebäude mit einer enormen Energieentladung, so dass das Team droht, mit dem hierdurch ebenso beschädigten Fahrstuhl abzustürzen, doch Peter kann, als Spider-Man, im letzten Moment alle retten. Peter erfährt von Davis, dass sich Toomes und einige seiner Leute auf der Staten Island Ferry befinden, wo sie Waffen an einen gewissen Mac Gargan verkaufen wollen. Beim Versuch, sie dort gefangen zu nehmen, taucht das FBI auf, und die Fähre wird stark beschädigt und fast versenkt. Iron Man muss abermals einschreiten, um eine Katastrophe zu verhindern, und nimmt Peter zur Strafe für seinen Leichtsinn den Spider-Man-Anzug weg.
Als der große Homecoming-Ball ansteht, bietet Peter Liz an, sie dorthin zu begleiten, und sie willigt ein. Als Peter sie zu Hause abholen will, öffnet ihr Vater – zu Peters Entsetzen Adrian Toomes – die Tür. Auf dem Weg zum Ball erkennt auch Toomes, dass Peter Spider-Man ist, doch weil Peter seiner Tochter in Washington das Leben gerettet hat, verschont er ihn, nicht ohne ihn davor zu warnen, ihm bei seinen Waffengeschäften nochmal in die Quere zu kommen, da er ansonsten Peter und alle, die ihm wichtig sind, töten werde. Peter, noch starr vor Schreck, willigt ein, hängt sich aber dennoch erneut unbemerkt an Toomes’ Fersen und kann verhindern, dass dieser ein Flugzeug, das hochmoderne Waffen von Stark Industries zum neuen Hauptquartier der Avengers bringen soll, in der Luft ausrauben kann. Toomes überlebt den Absturz des Flugzeugs, doch beim Versuch, mit einer Kiste der Ladung zu entkommen, explodiert sein beschädigter Fluganzug. Peter rettet ihn aus dem Feuer und liefert ihn der Polizei aus. Tony lädt Peter aufgrund seiner Leistung ein, den Avengers beizutreten, doch Peter lehnt dies vorerst ab. Zu Hause angekommen, entdeckt Peter den Spider-Man-Anzug, den Tony ihm zuvor weggenommen hatte, in einer Tüte auf seinem Bett. Er zieht ihn sofort an, und als er seine Maske in seinem Zimmer bei offener Tür abnimmt, beobachtet Tante May das Geschehen und ist außer sich.
In der Mid-Credit-Szene trifft Toomes im Gefängnis auf seinen ehemaligen Käufer Mac Gargan, der ein paar Freunde hat, die sich an Spider-Man rächen wollen. Außerdem hat er das Gerücht gehört, dass Toomes die wahre Identität Spider-Mans kennt. Toomes bestreitet dies. Nach dem Abspann taucht Captain America auf und erzählt etwas über Geduld.

## Produktion

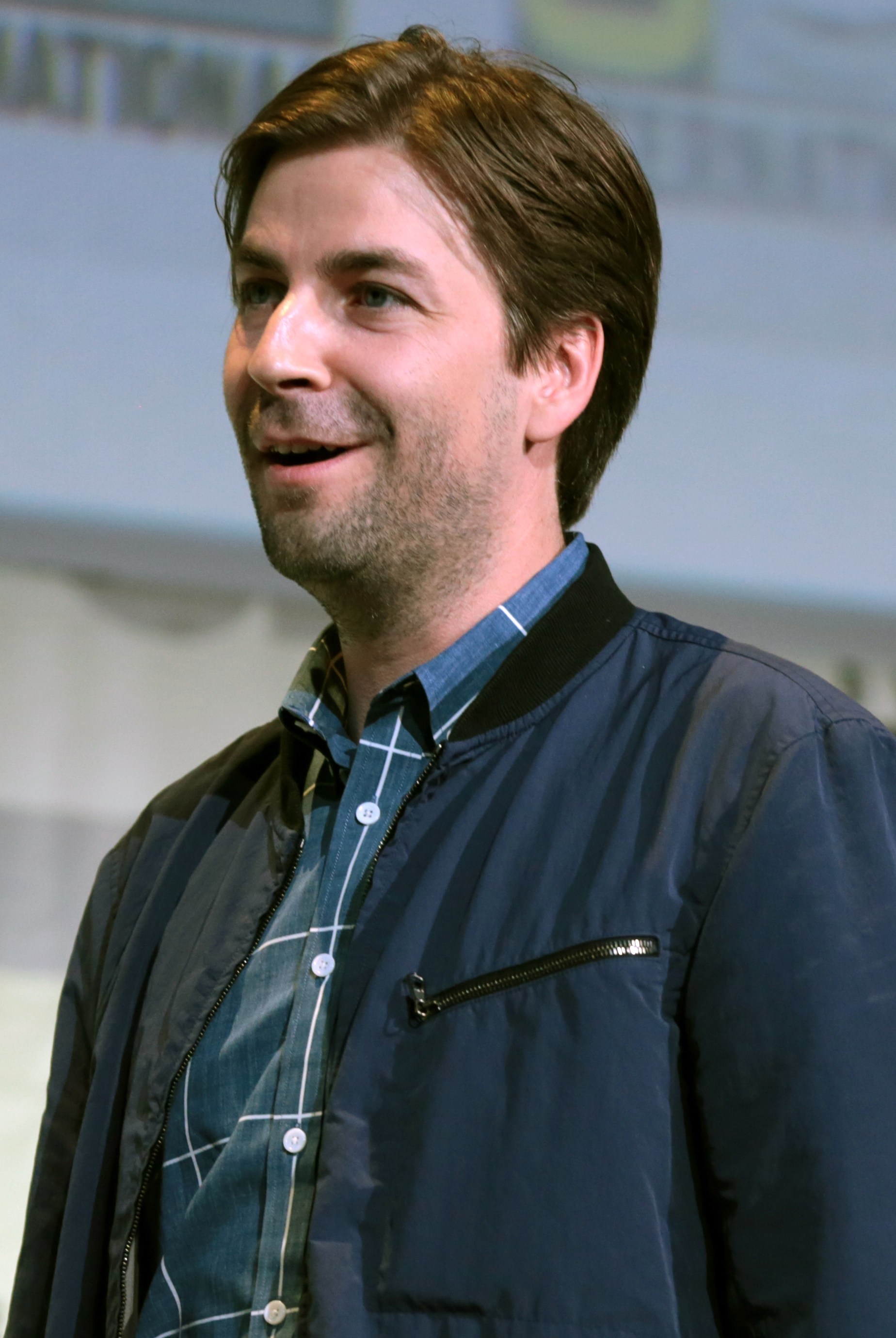
Regisseur Jon Watts auf der Comic-Con 2016

### Produktionsgeschichte
Nach dem Bekanntwerden des offiziellen Titels wurde spekuliert, ob dieser womöglich eine filmische Adaption der The-Amazing-Spider-Man-Ausgabe Nr. 252 aus dem Jahr 1984 werden könnte, die den gleichen Titel trägt und in dem das schwarze Kostüm von Spider-Man eingeführt wurde. Zudem legte das Kostüm die Grundlage für den später eingeführten Alien-Parasiten, der Venom hervorbrachte.
Nach Ansicht von Fachleuten geht es Sony und Marvel im Film darum, den neuen Spider-Man als eigenständigen Helden zu etablieren, nachdem er in den Vorgängerfilmen eher als Nebenfigur in das Marvel Cinematic Universe eingeführt wurde. Da die Filmrechte für die Figur Spider-Man noch bei Sony Pictures liegen, der Film jedoch gemeinsam mit den Marvel Studios produziert wird, weil diese in den vorangegangenen Jahren erfolgreicher bei der Umsetzung von Filmen mit Marvel-Figuren waren, befürchteten Kritiker, Sony könne zu viel Einfluss auf den Film haben. Bei einer Pressekonferenz zum Film Captain America: Civil War im April 2016 sagte Kevin Feige, der Chef der Marvel Studios, zur geplanten Aufgabenverteilung zwischen den beiden beteiligten Studios, die kreativen Entscheidungen würden von Marvel getroffen werden. Im Juli 2016 teilte Feige mit, dass sich Marvel bei der Neuauflage der Spider-Man-Reihe an Harry Potter orientieren will, weil dessen Lebensweg mit dem von Peter Parker vergleichbar sei. Homecoming, der Untertitel des Films, spielt auf eine Festtradition an der Highschool des Titelhelden an. Jörg Wunder vom Tagesspiegel erkennt darin zudem einen Subtext: „Obwohl Sony mit seinen Spinnenmännern eine glücklichere Hand hatte als die Konkurrenz von Fox mit den Fantastic Four, wurde vereinbart, die weiter von Sony vertriebenen Filme von Marvel produzieren zu lassen und die Comic-Ikone somit buchstäblich an ihren von Fans eingeforderten Platz im MCU heimkehren zu lassen.“

### Bezüge zu den Comics und früheren Filmen

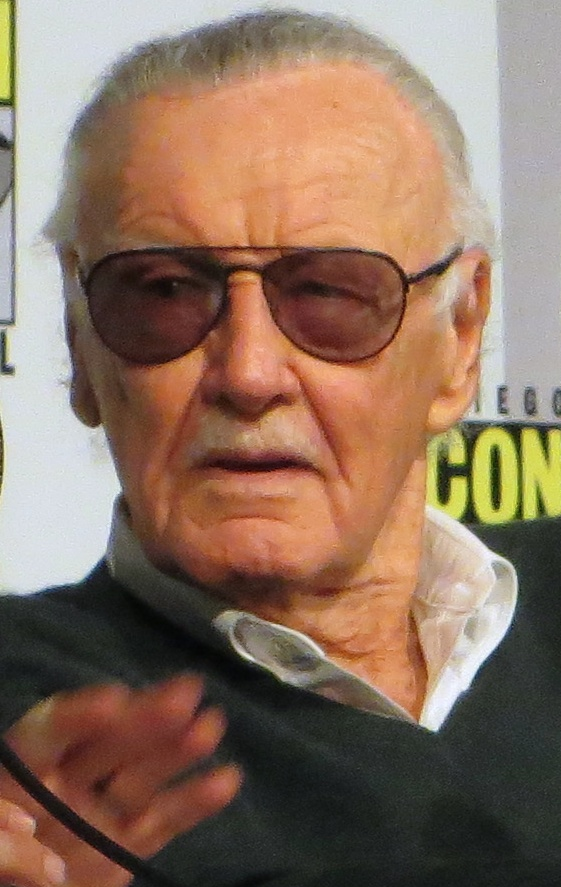
Stan Lee, der Schöpfer von Spider-Man und Iron Man, bei der San Diego Comic-Con International 2015

Die Figur von Spider-Man war bereits im Film The First Avenger: Civil War in einer von Kritikern vielfach gelobten Szene neu in die Avengers eingeführt worden, in der Peter Parker von Tony Stark in dessen Wohnung in Queens aufgesucht und von ihm dazu angestoßen wird, ein Gefühl dafür zu bekommen, wer er ist und warum er sich eigentlich Abend für Abend durch New York schwingt. Infolge dieses Gesprächs werde aus dem hochintelligenten, in sozialen Angelegenheiten jedoch nur wenig erfahrenen Teenager ein wahrer Superheld mit Idealen, was die Grundidee, die hinter der Figur steckt, sehr gut erkläre.
Anfänglich hat Peter Parker kein großes Interesse daran, ein Held zu sein. In der Neuauflage ist es Stark, der Peter Parker dazu motiviert, den Avengers beizutreten und mit ihm nach Deutschland zu kommen, um dort seine besonderen Fähigkeiten gegen das scheinbar Böse einzusetzen. Dadurch, dass Stark ihn im Film daran erinnerte Wenn du die Macht hast und böse Dinge geschehen und du nichts tust, um sie aufzuhalten, dann geschehen diese bösen Dinge deinetwegen, übernahm er die Mentorenfunktion, die in den Comics und Vorgängerfilmen sein Onkel Ben erfüllte, der ihm erklärt hatte: Aus großer Macht entsteht auch große Verantwortung. Somit ist es weiterhin weder Edelmut noch Rache, sondern das schlechte Gewissen, das Spider-Man in der Neuauflage zu seinen Heldentaten bewegt. Am Ende des Films wurde als Hinleitung zur Spider-Man-Neuauflage in einer Post-Credit-Szene gezeigt, wie Spider-Man seiner Tante May wegen der in Leipzig erlittenen Blessuren Rede und Antwort stehen muss, sich gleichzeitig aber auch über die neue Ausrüstung freuen darf, die Stark ihm hinterlassen hat.
Die Einführung von Spider-Man in die Reihe der Avengers, so der Drehbuchautor Stephen McFeely, sei dem Umstand geschuldet gewesen, dass dieser Held durch die bisherigen Spider-Man-Filme nicht nur Fans der Comic-Hefte, sondern darüber hinaus auch den meisten Kinobesuchern bekannt sei, was den Vorteil habe, dass man nicht mehr erklären müsse, wie dieser zu seinen Superkräften kam, und den Drehbuchautoren die Vorstellung des Protagonisten im Film erlaube, ohne zu viel Zeit mit der Hintergrundgeschichte und der Figurenentwicklung verschwenden zu müssen.
Das Ziel der Neuauflage war es, dass eine junge Generation mit diesem neuen Spider-Man so aufwachsen sollte, wie die Millennials mit Harry Potter aufwuchsen. Im Gegensatz zu den vorherigen Filmen bleibt Peter Parkers Geschichte in der Neuauflage ganz bewusst in seinem Leben als Schüler einer Highschool verankert. Produzent Eric Hauserman erklärt, Peter sei ein Teenager, wie er im Buche steht: „Er hat sein Handy, macht Selfies und Videos, wo immer er hingeht. Das was Kinder eben machen.“ Im Gegensatz zu den vorherigen Spider-Man-Filmen bekommt Peter Parker erstmals ein ziemliches technisches Upgrade, das ihm Tony Stark spendiert und laut Hauserman ein Iron Man Technology Level besitzt, darunter ein High-Tech-Sicht-System, Webwings und einen Fallschirm.

### Stab, Besetzung und Synchronisation
Im Sommer 2015 wurde bekannt, dass Jon Watts die Regie des Films übernehmen wird. Kevin Feige sagte zu dieser Wahl, Marvel habe sehr seinen Film Cop Car gemocht. Die Übertragung der Regie an Watts, der zuvor in dieser Funktion überwiegend für Kurzfilme und Fernsehserien arbeitete, entsprach zudem der mittlerweile üblich gewordenen Praxis, bei Superhelden-Filmen aufstrebende, aber nicht unbedingt erfahrene Regisseure zu verpflichten. Neben Watts waren noch Christopher Ford, Chris McKenna und Erik Sommers, aber auch John Francis Daley und Jonathan Goldstein an der Entwicklung des Drehbuchs beteiligt, die zuvor als Autorenduo gemeinsam am Film Vacation – Wir sind die Griswolds gearbeitet hatten.

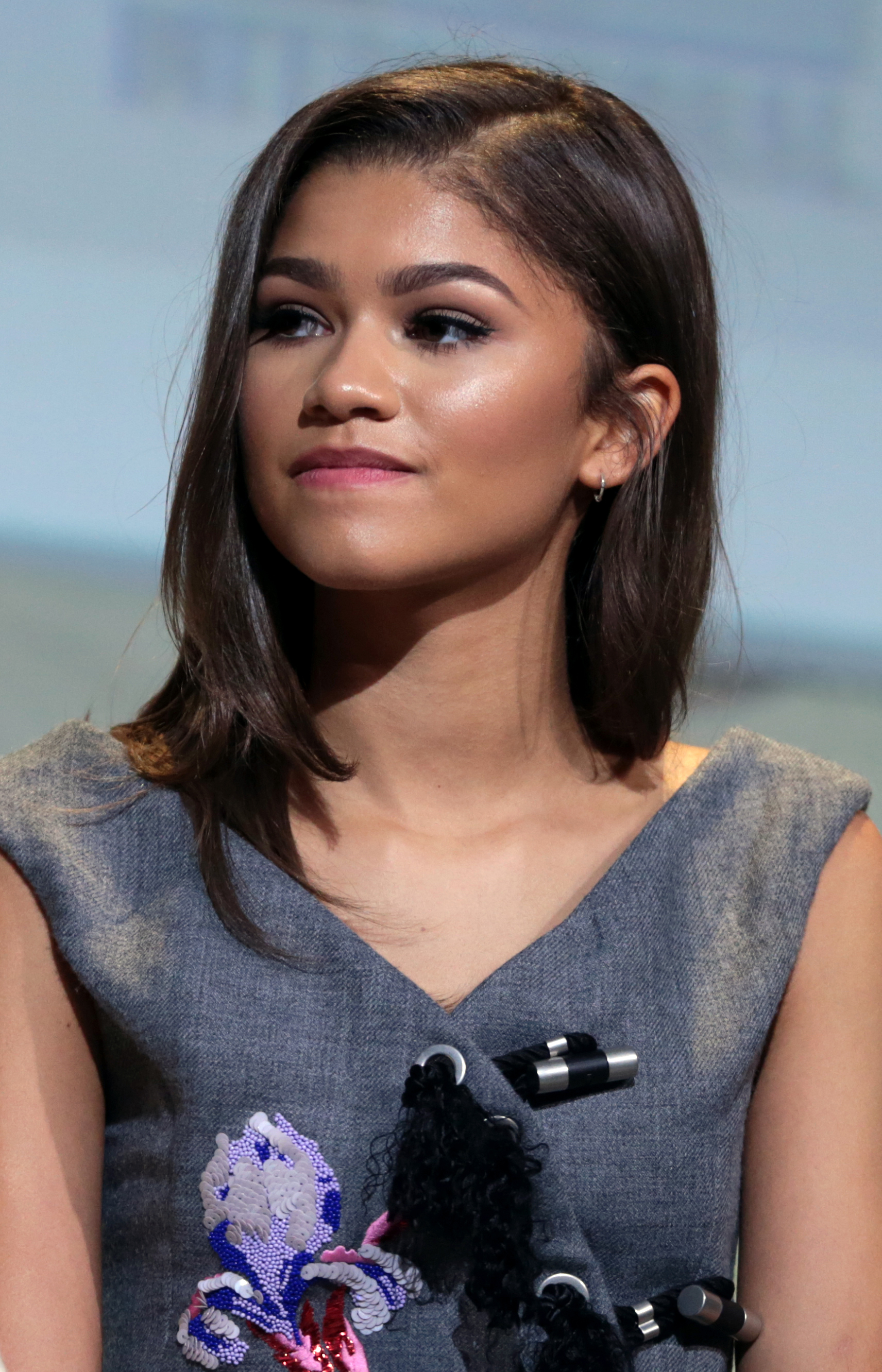
Zendaya spielt Peters Mitschülerin Michelle

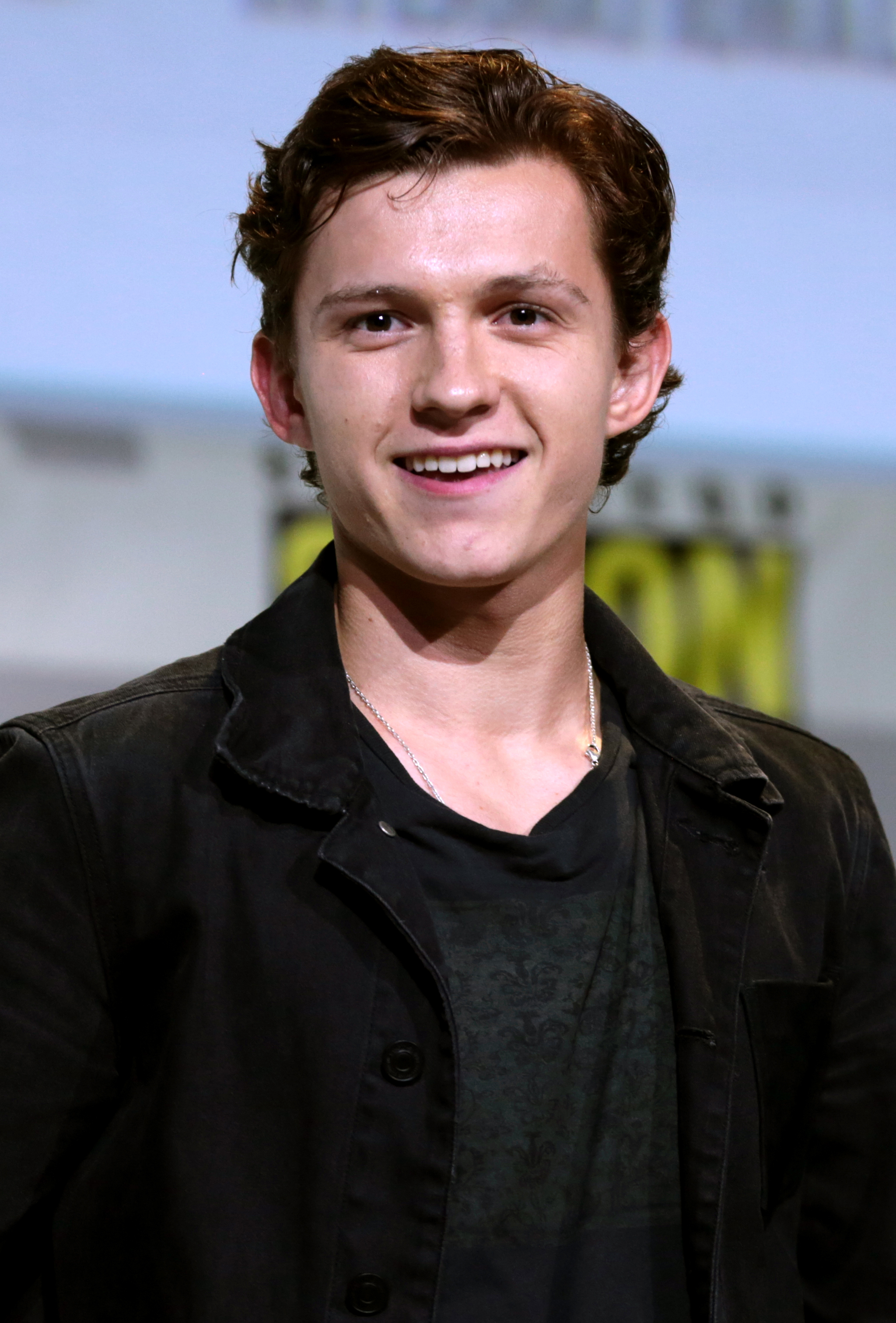
Tom Holland übernahm im Film die Rolle von Spider-Man

Im Juni 2015 wurde bekannt, dass die Hauptrolle im Film und auch eine Nebenrolle in The First Avenger: Civil War, dem Einführungsfilm des neuen Spider-Man, mit dem Schauspieler Tom Holland besetzt wird. Anthony Russo, einer der Regisseure des Vorgängerfilms, äußerte sich zur Besetzung: Wir zeigen einen ganz jungen Spider-Man, denn wir haben den Eindruck, dass seine Jugend ihm eine gewisse Einzigartigkeit im Marvel-Universum verleiht. Entsprechend wollten wir ihn mit einem ganz jungen Darsteller besetzen. Die Figur Spider-Man war immer ein großer Favorit der Russo-Brüder in den Marvel-Filmen gewesen. Im Mai 2015 hatten neben Holland noch Asa Butterfield, Judah Lewis, Matthew Lintz, Charlie Plummer und Charlie Rowe zu den letzten sechs Kandidaten und damit zur engeren Auswahl für diese Rolle gehört.
Obwohl Spider-Man im Film The First Avenger: Civil War nur ungefähr zehn Minuten zu sehen war und hierbei als Superheld mit Geheimidentität eine Sonderposition hatte, was ihn nur bedingt zum Kreis der Avengers passen ließ, war die schauspielerische Leistung von Holland nach der Premiere des Films vielfach gelobt und der Schauspieler als der neue Spider-Man begrüßt worden. Nachdem zuvor vielfach von Fans keine weiteren Spider-Man-Verfilmungen gewünscht waren, habe Holland die Vorgänger Toby Maguire und Andrew Garfield vergessen lassen und auch die Erwartungen der Leser der Comic-Hefte erfüllt.
Besonders aufgrund seiner jugendlichen Ausstrahlung und seiner eindrucksvollen Bewegungen, die seine Erfahrungen als Turner und Akrobat zeigten, bewege sich Holland näher dran an den Spider-Man-Comic-Heften, wie besonders sein Flip beim Auftreten der Figur zeige und auch viele der Stunts, die der Schauspieler in The First Avenger: Civil War selbst durchführte. Auch Tobey Maguire, der selbst die Figur ab 2002 zu neuer Berühmtheit geführt hatte, gratulierte Holland nach seiner Einführung in das MCU und zeigte sich angetan vom neuen Spider-Man. Während Maguire seine Spider-Man-Rolle im Alter von 27 angetreten hatte und Andrew Garfield sogar schon kurz vor seinem 30. Geburtstag stand, war Holland zum Zeitpunkt seines ersten Auftritts als Peter Parker gerade einmal 19 Jahre alt, was den britischen Schauspieler in den Augen des Regisseurs zum idealen Superhelden mache: „Er ist ein toller Spider-Man. Er hat genau die Einstellung, die wir brauchen, die perfekten körperlichen Voraussetzungen, aber auch eine Unschuld und Aufgeregtheit gepaart mit einer gewissen New-York-Coolness. Das ist super!“ Nach eigenen Aussagen steht Holland in dieser Rolle für insgesamt sechs Auftritte unter Vertrag.

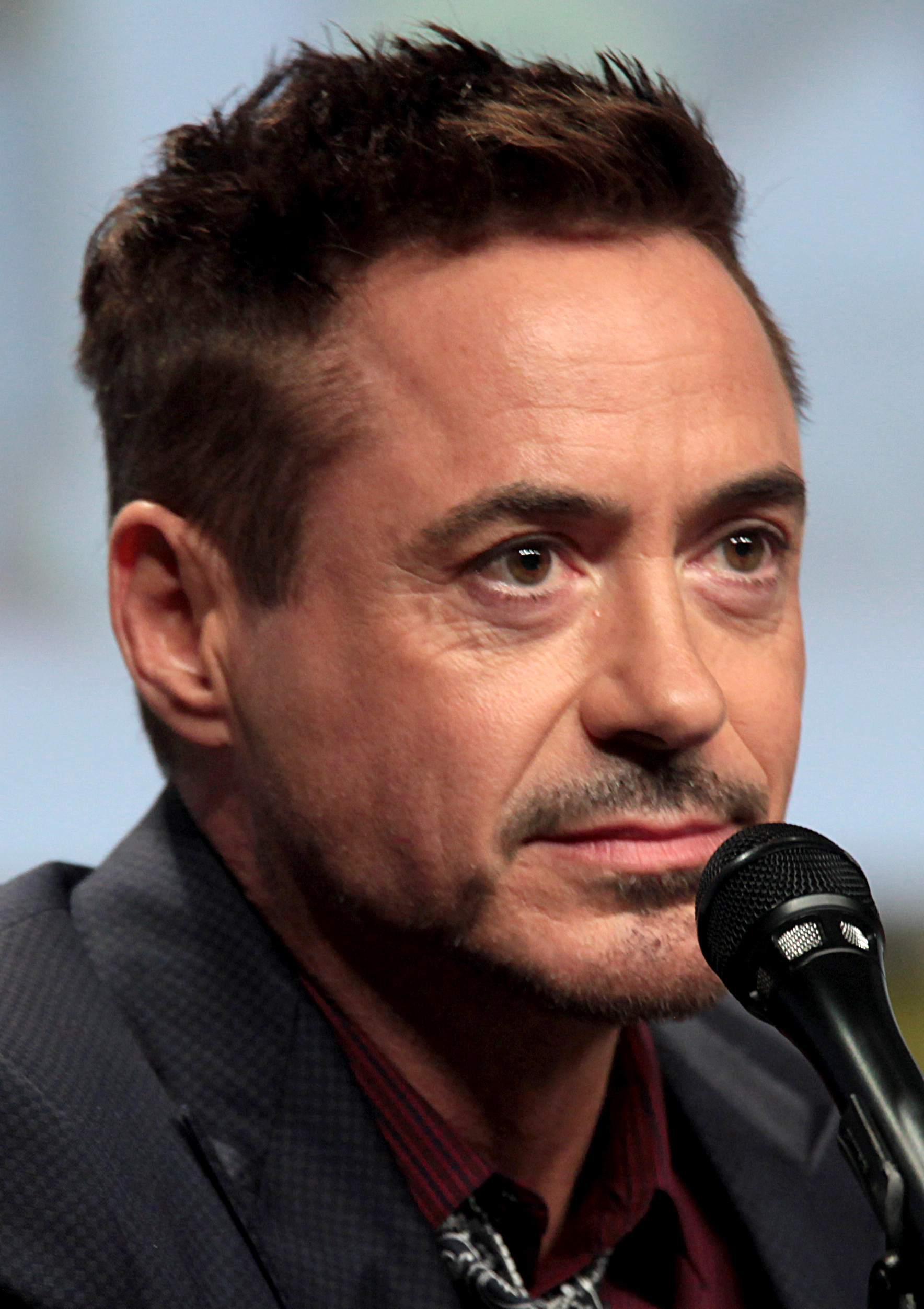
Robert Downey Jr. übernimmt im Film ein weiteres Mal die Rolle von Iron Man

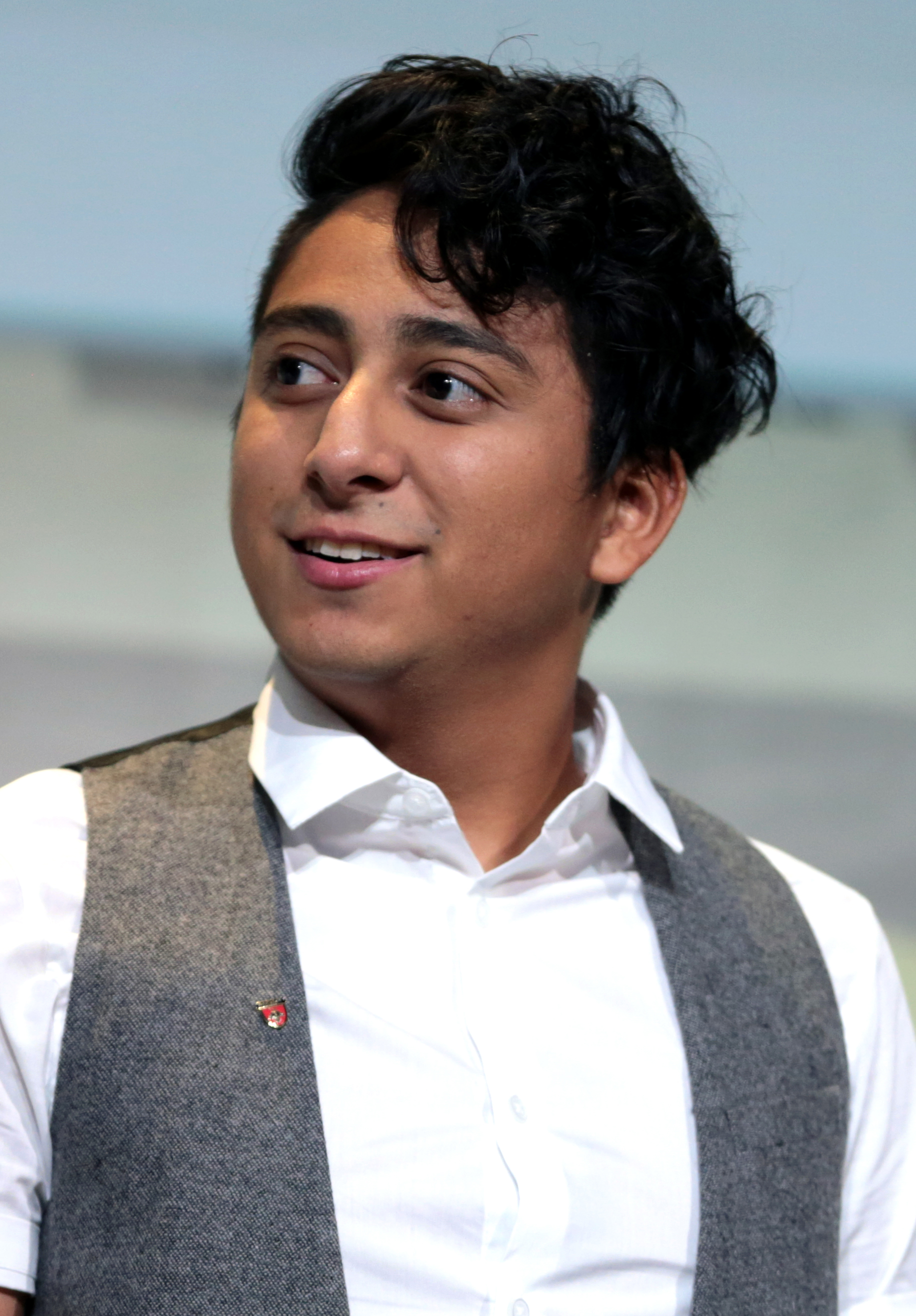
Tony Revolori spielt im Film Flash Thompson

Die Besetzung von Tante May mit der 1964 geborenen, US-amerikanischen Schauspielerin Marisa Tomei wurde im Juli 2015 bekannt. Die Besetzung dieser Rolle mit einer deutlich jüngeren Person als in den Comics und in früheren Spider-Man-Verfilmungen dargestellt, war zudem bereits in The First Avenger: Civil War aufgegriffen worden, wo sie durch die Figur von Tony Stark im Film als überraschend attraktiv beschrieben wurde. Tony Revolori wird im Film die Rolle von Flash Thompson übernehmen, dem Spitzenathleten von Peters Schule, der ihn des Öfteren in Schwierigkeiten bringt. In der Rolle von Michelle, eine weitere Mitschülerin von Peter, wird Zendaya Coleman zu sehen sein.
Im April 2016 war bekannt geworden, dass Robert Downey Jr. im Film als Iron Man zu sehen sein soll. Es ist das achte Mal, dass Downey diese Rolle übernimmt. Für insgesamt drei Drehtage soll er eine Gage von 15 Millionen US-Dollar bekommen haben. Ebenfalls im April 2016 wurden Gerüchte laut, dass Michael Keaton, der 1989 in der Rolle von Batman im gleichnamigen Film zu sehen war, möglicherweise in einen Superheldenfilm zurückkehren könnte. Erst im Rahmen der Comic-Con wurde im Juli 2016 offiziell bestätigt, dass Keaton im Film die Rolle von Adrian Toomes bzw. The Vulture übernehmen wird. Es wird das erste Mal sein, dass The Vulture in einer Realverfilmung zu sehen ist.
Im Mai 2016 war ein Castingaufruf erfolgt, bei dem eine Agentur 15- bis 17-jährige, aber teils auch ältere Mädchen und Jungen suchte, die im Film die Rollen von Schülern einer Highschool übernehmen sollen. Hierbei wurde insbesondere die Suche nach Darstellern asiatischer und indischer Abstammung fokussiert. Der Aufruf erfolgte für das Projekt The Summer of George, was der Codename des neuen Spider-Man-Films ist.

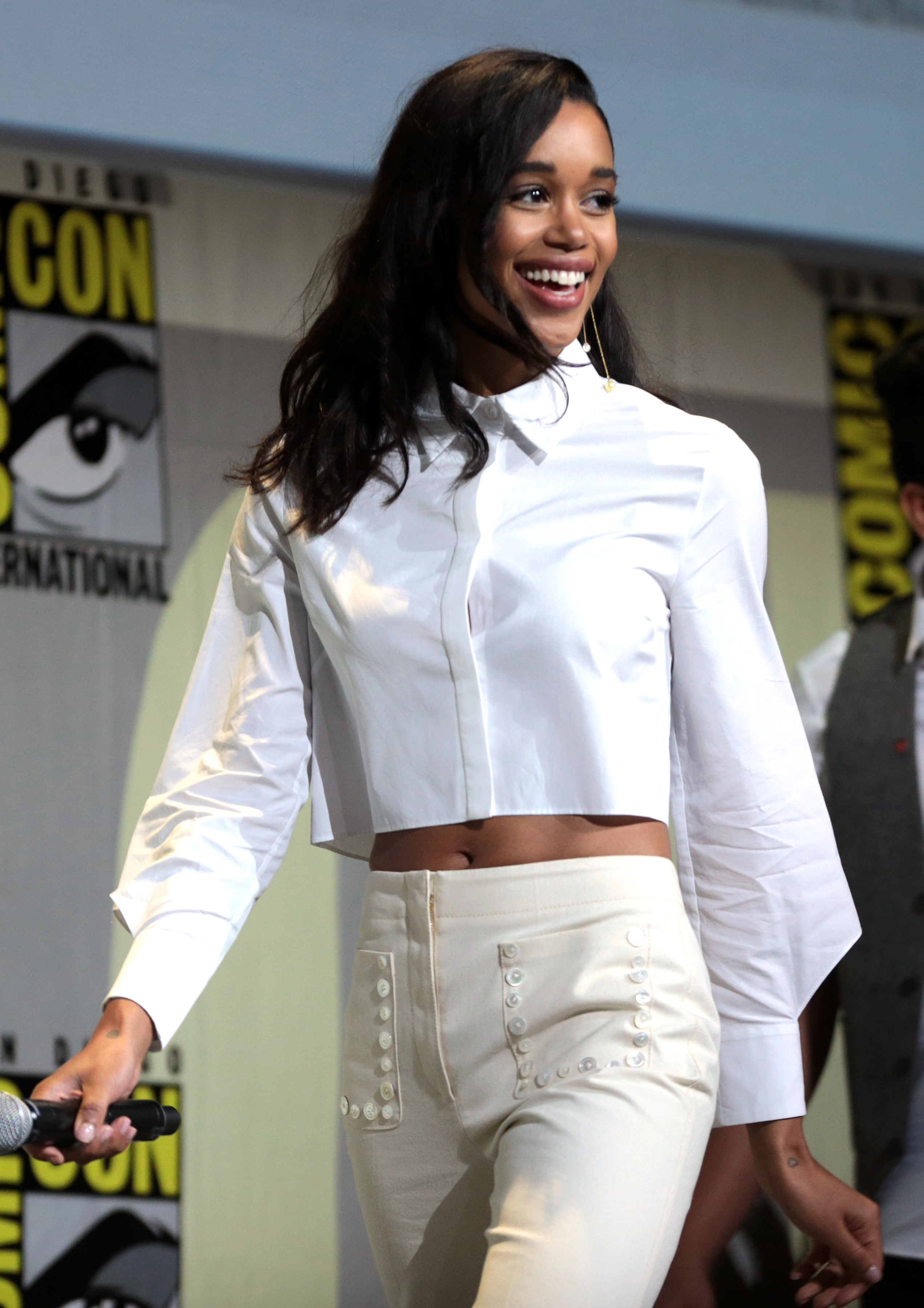
Laura Harrier spielt Peters heimliche Liebe Liz Allan

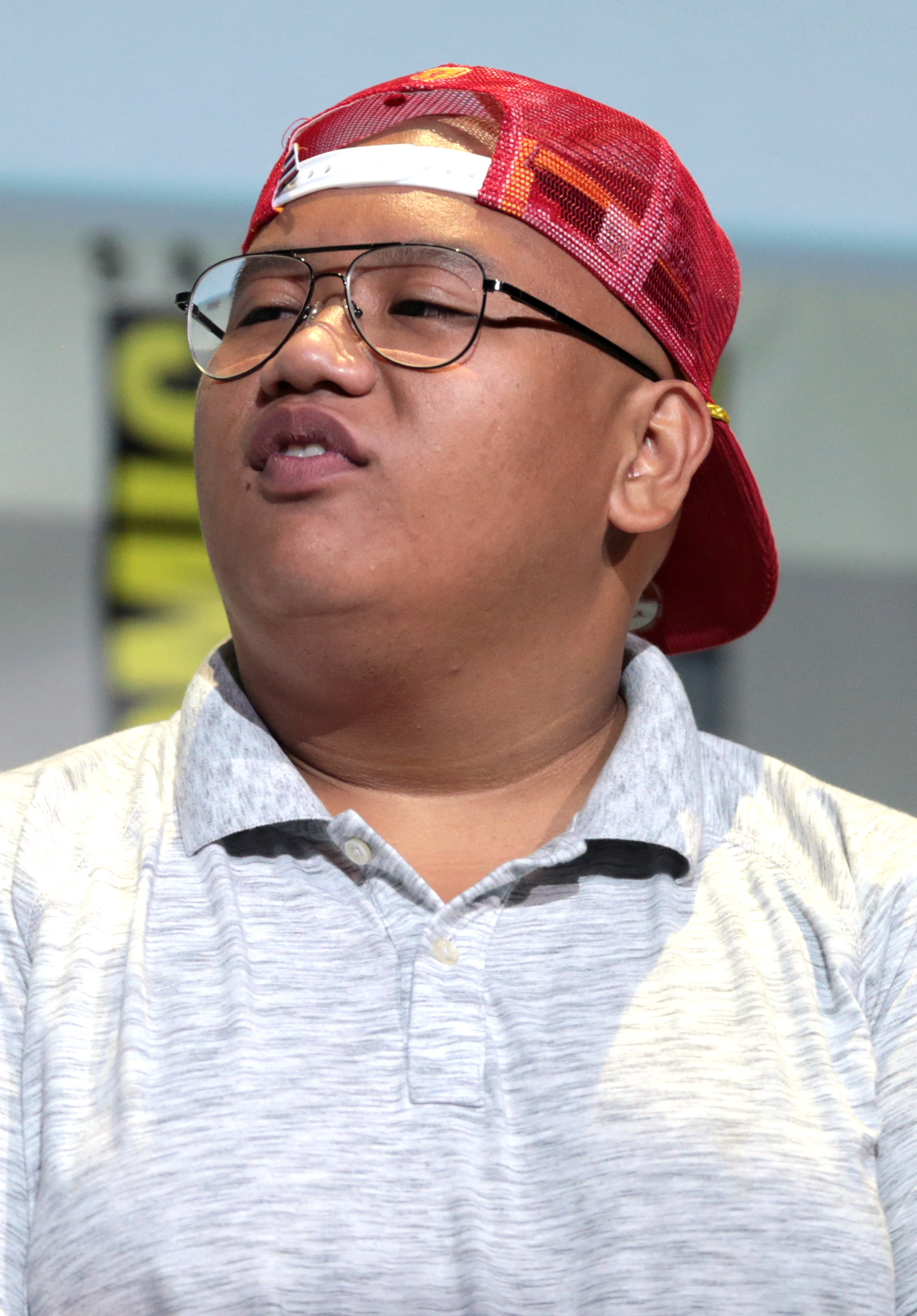
Jacob Batalon spielt Peters besten Freund Ned Leeds

Im Juni 2016 wurde bekannt, dass Martin Starr, Logan Marshall-Green und Kenneth Choi weitere Rollen im Film übernehmen sollen. Choi wird im Film den Rektor der Schule spielen. Ende Juni 2016 wurde bekannt, dass Mike Milligan im Film, nach Keaton und Marshall-Green, ebenfalls einen Bösewicht spielen wird und damit der dritte Gegner von Spider-Man ist. Etwa zur gleichen Zeit stieß Donald Glover zur Crew. Der Comedian und Musiker ist im Film in der Rolle von Aaron Davis zu sehen, einem Kleinkriminellen und Einbrecher, der ein Kunde von Vulture ist. Kurz danach wurden Michael Mando und Abraham Attah als Neuzugänge bestätigt. Ende Juni 2016 wurde bekannt, dass Tyne Daly im Film eine Rolle übernehmen soll und Bokeem Woodbine die Rolle eines weiteren Bösewichts übernehmen wird. Bei Woodbines Rolle handelt es sich um die von Herman Shultz alias Shocker, ein Superschurke, der erstmals 1967 in The Amazing Spider-Man Nummer 46 in Erscheinung getreten war und in den Comics wiederholt mit The Vulture zusammenarbeitet. Shocker ist ein talentierter Safeknacker und Einbruchsexperte, der ein Kostüm entworfen hat, das Druckluft-Schockwellen abfeuern kann. Auch diese Figur wurde von Stan Lee, gemeinsam mit John Romita, geschaffen. Später wurde bekannt, dass die Rolle von Peters bestem Freund Ned Leeds mit Jacob Batalon besetzt wurde. In den Marvel Comics ist Ned ein Reporter des Daily Bugle, einer New Yorker Tageszeitung. Laura Harrier übernahm als Liz Allan, in die Peter heimlich verliebt ist, ebenfalls eine größere Rolle. Spider-Man-Schöpfer Stan Lee ist im Film in einem Cameo-Auftritt als ein New Yorker Bürger zu sehen, der sich über den Lärm beschwert, den Peter Parker auf der Straße macht.
Ende Juli 2016 stieß Martha Kelly, Anfang August 2016 der UFC-Weltergewicht-Champion Tyron Woodley zur Crew. Ebenfalls Anfang August 2016 wurde die Besetzung von The Tinkerer mit Michael Chernus bekannt und damit einem weiteren Bösewicht. The Tinkerer heißt eigentlich Phineas Mason, und er ist ein ehemaliger Mitarbeiter von Stark Industries, der von Tony Stark einige Jahre zuvor persönlich gefeuert wurde. Als Mitarbeiter von Vulture hat er für diesen einen Gleiter entwickelt und die geborgene Alien-Technologie untersucht. Mit Gwyneth Paltrow als „Pepper“ Potts und Jon Favreau als Happy Hogan übernehmen im Film zwei weitere Schauspieler Rollen, in denen sie bereits, an der Seite von Downey, in den Filmen Iron Man, Iron Man 2 und Iron Man 3 zu sehen waren, wodurch in Spider-Man: Homecoming eine weitere Verbindung zu den Avengers und zum Marvel Cinematic Universe hergestellt wird. Zudem ist auch Chris Evans über den ganzen Film verteilt in Videosequenzen in der Rolle von Captain America zu sehen, die Schülern beispielsweise im Sportunterricht oder beim Nachsitzen vorgespielt werden und einen pädagogischen Auftrag haben.
In der Abspannszene trifft Toomes im Gefängnis auf den von Michael Mando gespielten, dort inhaftierten Mac Gargan, gegen den Peter bereits auf der Staten Island Ferry kämpfen musste. Mac Gargan ist in den Comics ein Detektiv, der von J. Jonah Jameson, dem Chef des Daily Bugle, angeheuert wird. Wie auch in der Zeichentrickserie zu erfahren ist, wurde dessen DNA ebenfalls verändert und mit der eines Skorpions vermischt, weshalb er als Bösewicht Scorpion auftretend mit übermenschlichen Fähigkeiten ausgestattet ist, die denen von Spider-Man ähneln. In Spider-Man: Homecoming teilt Mac Gargan mit Scorpion bislang jedoch nur den Namen.
Die deutsche Synchronisation entstand unter der Regie und nach einem Buch von Björn Schalla.
| Darsteller                 | Rolle                                  | Synchronsprecher          |
| -------------------------- | -------------------------------------- | ------------------------- |
| Tom Holland                | Peter Parker / Spider-Man              | Christian Zeiger          |
| Michael Keaton             | Adrian Thomes / Der Geier              | Joachim Tennstedt         |
| Jon Favreau                | Harold „Happy“ Hogan                   | Michael Iwannek           |
| Jacob Batalon              | Ned Leeds                              | Sebastian Fitzner         |
| Zendaya                    | Michelle Jones                         | Marcia von Rebay          |
| Laura Harrier              | Liz Allan                              | Lisa May-Mitsching        |
| Robert Downey Jr.          | Anthony Edward „Tony“ Stark / Iron Man | Tobias Meister            |
| Marisa Tomei               | May Parker                             | Claudia Lössl             |
| Donald Glover              | Aaron Davis                            | Constantin von Jascheroff |
| Gwyneth Paltrow            | „Pepper“ Potts                         | Katrin Fröhlich           |
| Tony Revolori              | Flash Thompson                         | Dirk Petrick              |
| Bokeem Woodbine            | Herman Schulz / Shocker                | Martin Kautz              |
| Tyne Daly                  | Anne Marie Hoag                        | Cornelia Meinhardt        |
| Michael Chernus            | Phineas Mason                          | Tim Sander                |
| Martin Starr               | Mr. Harrington                         | Rainer Fritzsche          |
| Chris Evans                | Steve Rogers / Captain America         | Dennis Schmidt-Foß        |
| Jennifer Connelly (Stimme) | Karen, Peters Anzug-Stimme             | Julia Kaufmann            |
| Kerry Condon (Stimme)      | F.R.I.D.A.Y.                           | Britta Steffenhagen       |
| Stan Lee (Cameo)           | New Yorker Bürger                      | Peter Groeger             |

### Dreharbeiten
Die Dreharbeiten haben im Juni 2016 in den Pinewood Studios in Atlanta, Georgia begonnen. Ebenfalls im Juni 2016 erfolgten Aufnahmen an der Henry W. Grady High School in der Nähe des Piedmont Parks in Atlanta. Zuletzt fanden die Dreharbeiten Ende September 2016 in New York City statt, unter anderem am Astoria Boulevard im Stadtteil Astoria im Nordwesten von Queens und rund um einen dort gelegenen Bahnhof der New York City Subway. Am 2. Oktober 2016 wurden die Dreharbeiten beendet, wie Tom Holland und Regisseur Jon Watts via Instagram bekannt gaben.
Anfang Oktober 2016 wurden in Deutschland im Rahmen eines Nachdrehs mit Holland Aufnahmen auf dem Dach des Maritim-Hotels in der Berliner Friedrichstraße gemacht. Zudem erfolgten Aufnahmen am Gendarmenmarkt. Mit Flutlicht wurde der Platz zu später Stunde taghell erleuchtet, Holland kletterte an einer Fassade und schwang sich auf das Dach eines Doppeldeckerbusses der Berliner Verkehrsbetriebe, auf dem er Richtung Brandenburger Tor fuhr. Diese Szenen sind im fertigen Film jedoch nicht zu sehen. Die Aufnahmen während einer Party auf der Dachterrasse des Berliner Maritim-Hotels wurden teilweise von Holland gemacht, der bei den Dreharbeiten mit einer GoPro-Kamera ausgerüstet war, da Peter Parker zu Beginn des Films eine Sightseeing-Tour durch Berlin macht und der Zuschauer diese durch die Augen des 15-Jährigen erleben sollte, so Watts. Auch in einer weiteren Szene, in der Peter die Lobby des Berliner Nobel-Hotels betritt und dort sein Handy zückt, bis ihn der Sicherheitsdienst hinauswirft, trug Holland selbst eine Kamera, mit der er alleine losgeschickt wurde. Produzent Eric Hauserman erklärte, der Regisseur habe die selbstgedrehten Aufnahmen von Holland so ehrlich und spontan wie möglich aussehen lassen wollen. Für die Umsetzung der Dreharbeiten an Originalmotiven in Deutschland war Studio Babelsberg Motion Pictures verantwortlich.
Weitere Reshoots erfolgten ab Mitte März 2017. Im Film ist in Folge einer Kooperation auch erstmals der neugestaltete Audi A8 zu sehen. Das Auto wurde zudem bei der Premiere von Spider-Man: Homecoming ausgestellt.

### Kostüme
Louise Frogley entwarf die Kostüme, so den neuen Spider-Man-Anzug, dessen viele Funktionen er im Verlauf des Films entdecken muss, wobei ihn eine Computerstimme durch den Trainingsmodus führt, ähnlich wie bei Tony Starks Iron-Man-Anzügen. Frogley war in dieser Funktion als Chef-Kostümbildnerin unter anderem bereits für den Film Iron Man 3 tätig. Watts erklärte, sie sollten einen praktischen Anzug fertigen, der wie das Kostüm aussah, das für The First Avenger: Civil War am Computer generiert wurde, was sehr kompliziert gewesen sei und den Test von verschiedenen Stoffen nötig machte. Eine Schwierigkeit habe zudem darin bestanden, ein Spinnennetzmuster zu finden, das aus jedem Blickwinkel wie ein solches aussieht. Im Film verfügt Spider-Mans Auto-Fit-Suit, wie in einem Clip gezeigt wurde, über 576 mögliche Webshooter-Kombinationen, eine Netz-Granate, eine Aufklärungsdrohne, einen erweiterten Gefechtsmodus, das Taser-Netz, Netzflügel und einen GPS-Verfolgungsmodus. Zudem kann Peter Parker seinen Anzug selbst weiter optimieren.

### Filmmusik
Die Musik zum Film wurde von Michael Giacchino komponiert. Der Soundtrack zum Film umfasst 22 Musikstücke und wurde am 7. Juli 2017 von Sony Masterworks auf CD veröffentlicht. Bereits am 19. Mai 2017 postete Giacchino via Twitter einen kurzen Ausschnitt aus den Aufnahmen mit seinem Orchester. Im Abspann des Films ist der Schlachtruf „Hey ho, let’s go!“ zu hören, der dem ersten Album der Ramones Blitzkrieg Bop entnommen ist, der zu einem Slogan und Erkennungszeichen der Band wurde. Im Juni 2017 wurde das Stück Spider-Man: Homecoming Suite vorab vorgestellt. Auf dem Soundtrack-Album ist auch eine überarbeitete Version des originalen Spider-Man-Themes enthalten und auch die Titelmusik der Zeichentrickserie aus den 1960ern, was Mihnea Manduteanu als eine schöne Einführung in die Geschichte bezeichnet. Allie Gemmill von Bustle.com meint, der Soundtrack unterscheide sich sehr von anderen Soundtracks zu Filmen aus dem Marvel Cinematic Universe. Giacchino habe sich dazu entschieden, den ursprünglichen, klassischen Spider-Man-Titelsong aufzuhellen und diese helle Energie während der gesamten Filmmusik beizubehalten.

### Marketing und Veröffentlichung
Im April 2016, kurz nach der Bekanntgabe des offiziellen Titels, wurde das neue Spider-Man-Filmlogo vorgestellt. Kurz nach Beginn der Dreharbeiten wurden erste Set-Fotos veröffentlicht, die Holland in seinem neuen Spider-Man-Kostüm zeigen. Auf der Comic-Con 2016 in San Diego präsentierte Marvel einen ersten Kurz-Trailer zum Film, der allerdings nicht offiziell veröffentlicht wurde, jedoch eine erste Konzeptzeichnung von Vulture enthielt und hiermit das Figurendesign des Bösewichts zeigte. Damit bestätigte Marvel auch offiziell, wer im Film der Widersacher von Spider-Man ist. In dem Teaser war zudem vor allem Peter Parker im Schulalltag zu sehen, was von dem Song Bad Reputation von Joan Jett begleitet wurde. Dabei wird Peter Parker gezeigt, wie er sich Szenen des Kampfes gegen die Avengers auf seinem Laptop anschaut und von seiner Mitschülerin Michelle als Loser bezeichnet wird, weil er so abwesend ist. Des Weiteren sind in dem insgesamt als actionreich beschriebenen Kurz-Trailer Aufnahmen von Spider-Man zu sehen, wie er auf einem Lastwagen läuft, der eine Autobahn entlang rast. Diese Szene wurde mit einer weiteren montiert, in der er sein Kostüm ablegt und auf einen Schulball geht. Auf der Comic-Con fand zudem ein Panel mit Regisseur Jon Watts und den beteiligten Schauspielern Tom Holland, Zendaya Coleman und Tony Revolori statt.

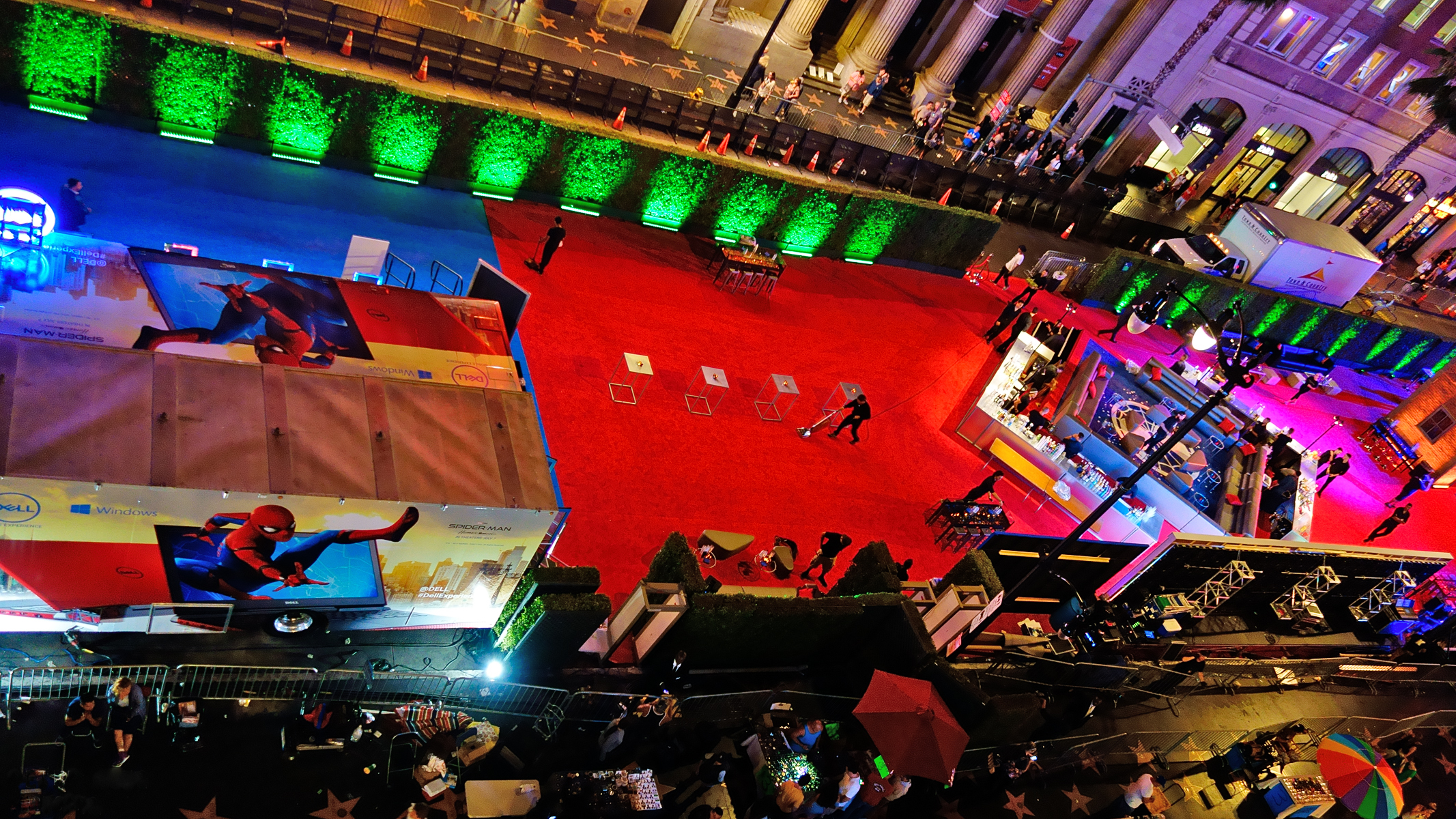
Die Premiere von Spider-Man Homecoming im Grauman’s Chinese Theatre in Los Angeles

Im August 2016 wurde eine Konzeptzeichnung vom neuen Spider-Man veröffentlicht, die als sehr klassisch wahrgenommen wurde und als eine Inkarnation beschrieben wird, die sich näher an der Originalfigur orientiere. Am 8. Dezember 2016 wurde der erste Trailer zum Film veröffentlicht. Darin steht vor allem auch das Verhältnis zwischen Peter Parker und Tony Stark im Fokus, ebenso wie der Versuch von Spider-Man ein ebenbürtiger Superheld zu werden. Am 28. März 2017 veröffentlichte Sony Pictures Entertainment einen zweiten Trailer, in dem Peter unter anderem eine Autofähre, die attackiert wird, zu retten versucht und hierbei die Bekanntschaft mit Vulture macht. Ende Mai 2017 folgte ein finaler dritter Trailer zum Film. Im Juni 2017 gab Sony an, im Sommer eine VR-Experience zu Spider-Man: Homecoming für die PlayStation VR anbieten zu wollen. Ebenfalls im Juni 2017 veröffentlichten die Marvel Studios im Rahmen einer Kooperation mit dem Autohersteller Audi einen TV-Spot, in dem Peter Parker seine Führerscheinprüfung bestehen muss, die ihm allerdings durch die Technik des neuen Audi A8 erleichtert wird.
Nachdem im Februar 2015 ein geplanter Kinostart für den 28. Juli 2017 bekannt wurde, hatte man den Starttermin später um drei Wochen vorgezogen. Nach seiner Weltpremiere am 28. Juni 2017 in Los Angeles kam Spider-Man: Homecoming am 13. Juli 2017 in die deutschen Kinos. Nach einer achtwöchigen Pause für ausländische Filme kam Spider-Man: Homecoming am 8. September 2017 in die chinesischen Kinos. Im Juni 2019 wurde der Film in das Programm von Netflix aufgenommen.

## Rezeption

### Altersfreigabe
In den USA wurde der Film von der MPAA PG-13 eingestuft. In Deutschland ist der Film FSK 12. In der Freigabebegründung heißt es: „Die Geschichte, die einem jugendlichen Publikum zahlreiche Anknüpfungspunkte bietet, ist mit den genretypischen Mitteln erzählt und weist zahlreiche turbulente Actionszenen auf, die vor allem gegen Ende eine hohe Dramatik aufweisen. Deren bild- und wirkmächtige Inszenierung kann Kinder unter 12 Jahren irritieren und überfordern.“

### Der Film in den Sozialen Medien
Anfang Dezember 2016, nachdem am 8. Dezember 2016 der erste Trailer zum Film veröffentlicht wurde, waren in den Sozialen Medien mehr als 612.000 neue Gespräche zum Film gestartet worden, wodurch Spider-Man: Homecoming die Social-Media-Hitliste in dieser Zeit anführte. Mit mehr als 1,2 Millionen neuen Gesprächen führte der Film auch Ende März 2017 das Ranking an, nachdem Sony Pictures Entertainment den zweiten Trailer veröffentlicht hatte.

### Kritiken
Der Film konnte 92 Prozent der Kritiker bei Rotten Tomatoes überzeugen und erhielt hierbei eine durchschnittliche Bewertung von 7,6 der möglichen 10 Punkte.
Bereits in ersten Kritiken nach Pressevorführungen des Films in den USA Ende Juni 2017 wurde Spider-Man: Homecoming vielfach gelobt. So sagte Steven Weintraub von Collider, der Film sei lustig, voller Überraschungen und biete tonnenweise Spaß. Peter Sciretta von Slash Film meint, Spider-Man: Homecoming sei ein urkomischer Highschool-Film im Stil eines John-Hughes-Films, getarnt als Superheldenfilm.
Frank Schnelle von epd Film meint, Jon Watts’ Inszenierung lege den Akzent klar auf das komödiantische Potenzial von Spider-Mans unfertiger Superheldenexistenz und mache den von Tom Holland mit schelmischer Jungenhaftigkeit porträtierten Nachwuchs-Avenger zum entfernten Verwandten frühreifer Kino-Teenager wie Marty McFly oder Ferris Bueller. Schnelle sagt weiter über den jugendlichen Protagonisten, dieser neue Peter Parker sehne sich nach nichts mehr, als endlich aus seinem tristen Pennälerdasein auszubrechen, erwachsen zu werden und etwas Bedeutendes zu tun.
Für Peter Travers von Rolling Stone ist Holland der bislang beste Spider-Man aller Filme. Spider-Man: Homecoming gebe seiner Figur und deren traumatischen Erfahrungen einen echten Kontext und vergesse nie, dass Peter und sein Alter Ego einfach nur 15-Jährige sind. Die schauspielerische Leistung von Holland gehe über den einstudierten amerikanischen Akzent und die aufgeregte Stimme hinaus. Vielmehr begebe er sich völlig in seine Rolle hinein, bewege sich mit der natürlich wirkenden Anmut eines Athleten, und Spider-Man steige auf, weil Holland ihm Flügel gebe, so Travers.
Über Michael Keaton in seiner Rolle des Bösewichts sagt Peter Zander von der Berliner Morgenpost: „Als Birdman hatte er kräftige Flügel, und genau die hat er jetzt auch als Vulture, ein Finsterling, der das Washington Monument zu Kleinholz und die Fähre von Staten Island in zwei Hälften zerlegen will. Ein Comic-Held, ein zweiter als Ersatzpapa und ein Ex-Held als Schurke: Das ist ja fast schon Comic-Inzest, gibt dem Ganzen aber einen Extra-Schuss Humor. Und wohltuende Selbstironie.“
Jörg Wunder vom Tagesspiegel meint über den Antagonismus zwischen dem bulligen Keaton und dem zierlichen Holland, dieser sei grandios ausgespielt: „Ihre eindringlichste Konfrontation ist keine spektakuläre Kampfszene, sondern ein im Auto geführtes Gespräch mit überaus bedrohlichen Untertönen. Neben dem hinreißend unbeschwerten Holland ist Keaton der Besetzungscoup von Homecoming.“

### Einspielergebnis
Der Film landete nach seinem Kinostart in einer Vielzahl von Ländern auf Platz 1 der Kinocharts, darunter in Südkorea, Japan, Russland, im Vereinigten Königreich, in Kanada und in den USA, wo der Film ab 7. Juli 2017 in 4.348 Kinos gezeigt wurde und an seinem Startwochenende rund 117 Millionen US-Dollar einspielte, was die Erwartungen vieler Analysten und auch von Sony Pictures weit übertraf. In China landete der Film nach seinem Start Anfang September 2017 ebenfalls auf Platz 1 der Kinocharts und spielte dort an seinem Startwochenende 70,8 Millionen US-Dollar ein. Die weltweiten Einnahmen des Films aus Kinovorführungen belaufen sich bislang auf 880,2 Millionen US-Dollar, wodurch er sich auf Platz 6 der erfolgreichsten Filme des Jahres 2017 und auf Platz 79 (Stand: 31. Dezember 2024) der weltweit erfolgreichsten Filme befindet. In Deutschland verzeichnet der Film bislang 1.006.396 Besucher.

### Auszeichnungen
Am 4. Dezember 2017 wurde bekannt, dass sich der Film in der Vorauswahl von 20 Filmen befindet, aus der die Academy of Motion Picture Arts and Sciences die Nominierungen für die Oscarverleihung 2018 in der Kategorie Beste visuelle Effekte bestimmen wird. Am 18. Dezember 2017 gab die Academy bekannt, dass sich Michael Giacchinos Arbeit auf einer Shortlist befindet, aus der die Nominierungen in der Kategorie Beste Filmmusik erfolgen werden. Die folgende Auflistung enthält eine Auswahl der bekanntesten Preisverleihungen.
Saturn-Award-Verleihung 2018
- Nominierung als Best Comic-to-Motion Picture Release
- Nominierung als Bester Nebendarsteller (Michael Keaton)
- Auszeichnung als Bester Nachwuchsdarsteller (Tom Holland)
- Nominierung als Beste Nachwuchsdarstellerin (Zendaya)[108]

Teen Choice Awards 2017
- Auszeichnung als Choice Summer Movie
- Auszeichnung als Choice Summer Movie Actor (Tom Holland)
- Nominierung als Choice Breakout Movie Star (Tom Holland)
- Auszeichnung als Choice Summer Movie Actress (Zendaya)
- Nominierung als Choice Breakout Movie Star (Zendaya)[109]

## Fortsetzungen
Eine erste Fortsetzung der Neuauflage ist am 2. Juli 2019 unter dem Titel Spider-Man: Far From Home in die amerikanischen Kinos gekommen. In Deutschland kam er am 18. Juli in die Kinos. Im Juni 2017 waren Pläne bekannt geworden, die neue Filmreihe um Spider-Man als Trilogie umzusetzen. Tom Holland hatte hierzu gesagt: „Es gibt viel für Peter Parker und Spider-Man zu entdecken und Wachstumspotential in den nächsten beiden Filmen. Er ist nach Spider-Man: Homecoming nicht fertig entwickelt und ich freue mich, weitere Möglichkeiten zu ergründen, wie er erwachsen werden und durch die Pubertät gehen kann.“
In einem Interview mit Björn Becher von Filmstarts erklärten Marvel-Chef Kevin Feige und Sony-Produzentin Amy Pascal, Spider-Man: Homecoming solle eine Brücke zwischen The First Avenger: Civil War und Avengers: Infinity War schlagen.
Im Juli 2019 wurde berichtet, dass Spider-Man: Far From Home mindestens eine Milliarde US-Dollar an den Kinokassen einspielen müsse, damit sich der Vertrag zwischen Sony und den Marvel Studios verlängere und Letztere auch für einen dritten Spider-Man-Film die kreative Kontrolle behalten dürfen, während Sony nur die Vertriebsrechte besitze. Obwohl der Film dieses Einspielergebnis Ende Juli 2019 erreichen konnte, wurde einen Monat später zunächst berichtet, dass Marvel unter der Leitung von Kevin Feige zukünftig keine Kontrolle mehr über Spider-Man haben werde und dieser dadurch kein Teil des Marvel Cinematic Universe mehr sei. Ende September 2019 wurde schließlich von beiden Seiten bekanntgegeben, dass man sich auf einen neuen Vertrag geeinigt habe. Dieser beinhaltet, dass die Marvel Studios unter der Leitung von Kevin Feige die kreative Kontrolle über die Fortsetzung Spider-Man: No Way Home erhalten, die erneut von Amy Pascal produziert wird und am 17. Dezember 2021 in die US-amerikanischen Kinos kam.
Die Figur des Vulture hatte in Morbius aus dem Jahr 2022, erneut gespielt von Michael Keaton, einen Cameo-Auftritt.